# Johnny Drama
Johnny Drama är Florence Valentins debutalbum, utgivet 2004.

## Låtlista
1. "När jag kommer hem" - 2:55
2. "Ifall hela världen är för stor för mej" - 2:31
3. "Sommaren kvar i mitt blod" - 2:54
4. "Jennifer, Jennifer" - 3:17
5. "Klockors halali" - 1:38
6. "Hoy! Johnnyboy" - 3:05
7. "Drama" - 2:51
8. "Där jag borde va" - 1:47
9. "El Mariachi" - 3:00
10. "Han var min bäste vän" - 2:23
11. "Full och dum" - 3:06
12. "Bandaleros" - 2:45
13. "Väntar på ett tåg" - 3:03
14. "Silverado" - 1:47
15. "Sakers rätta namn" - 3:19